# Agdistocoris
Agdistocoris is een geslacht van wantsen uit de familie van de Reduviidae (Roofwantsen). Het geslacht werd voor het eerst wetenschappelijk beschreven door Kormilev in 1962.

## Soorten
Het genus bevat de volgende soorten:

- Agdistocoris kormilevi Cui, Cai & Rabitsch, 2003
- Agdistocoris pallidus (Kormilev, 1962)
- Agdistocoris testacea Kormilev, 1962